# Newton Blossomville
Newton Blossomville – wieś w Anglii, w hrabstwie ceremonialnym Buckinghamshire, w dystrykcie (unitary authority) Milton Keynes. Leży 81 km na północny zachód od centrum Londynu.